# Lucretia Mott
Lucretia Mott, född Coffin den 3 januari 1793 på Nantucket i Massachusetts, död 11 november 1880 i Cheltenham i Montgomery County, Pennsylvania, var en amerikansk kväkare som arbetade för slaveriets avskaffande och kvinnors rättigheter. 1848 arrangerade hon Konferensen i Seneca Falls tillsammans med Elizabeth Cady Stanton.

## Biografi
Lucretia Coffin var dotter till sjökaptenen Thomas Coffin och Anna Folger, släkt med Benjamin Franklin. Föräldrarna var kväkare och bodde i sjöfartsstaden Nantucket, När hon var tretton år skickades hon till kväkarnas internatskola Nine Partners School i Dutchess County New York. Efter examen blev hon lärare vid samma skola. Hon träffade James Mott, också lärare och de gifte sig 1811 och flyttade till Philadelphia. James Mott hade egen firma och handlade med råbomull och ull. Mellan 1812 och 1828 födde hon sex barn, varav fem levde till vuxen ålder.

### Predikant
När hennes äldsta son dog fördjupades hennes andlighet och hon började tala vid kväkarnas andaktsmöten 1818. Tre år senare blev hon medlem i Vännernas samfund i Philadelphia. Hon hade talets förmåga och ledde hundratals andaktsmöten. Hon talade offentligt och nådde tusentals människor som påverkades av hennes engagemang för slaveriets avskaffande och kvinnors rättigheter. Mott var förespråkare för religionsfrihet och talade ofta i den Unitariska kyrkan där medlemmarna också var pacifister.

### Slaveriets avskaffande
Kväkarna var kända för att vara pacifister och abolitionister. I staten Pennsylvania förbjöds slaveriet 1780. Lucretia Mott deltog i det första mötet med American Anti-Slavery Society, som grundades av William Lloyd Garrison 1833. Men endast män fick bli medlemmar i organisationen. Därför bildade Mott ”Philadelphias kvinnliga sällskap för slaveriets avskaffande” och blev dess första ordförande. Ett sätt att bekämpa slaveriet var att bojkotta produkter som tillverkats av slavar och bara köpa produkter tillverkade av fria män och kvinnor som fick betalt för sitt arbete. James och Lucretia Mott gick med i rörelsen Free produce movement.

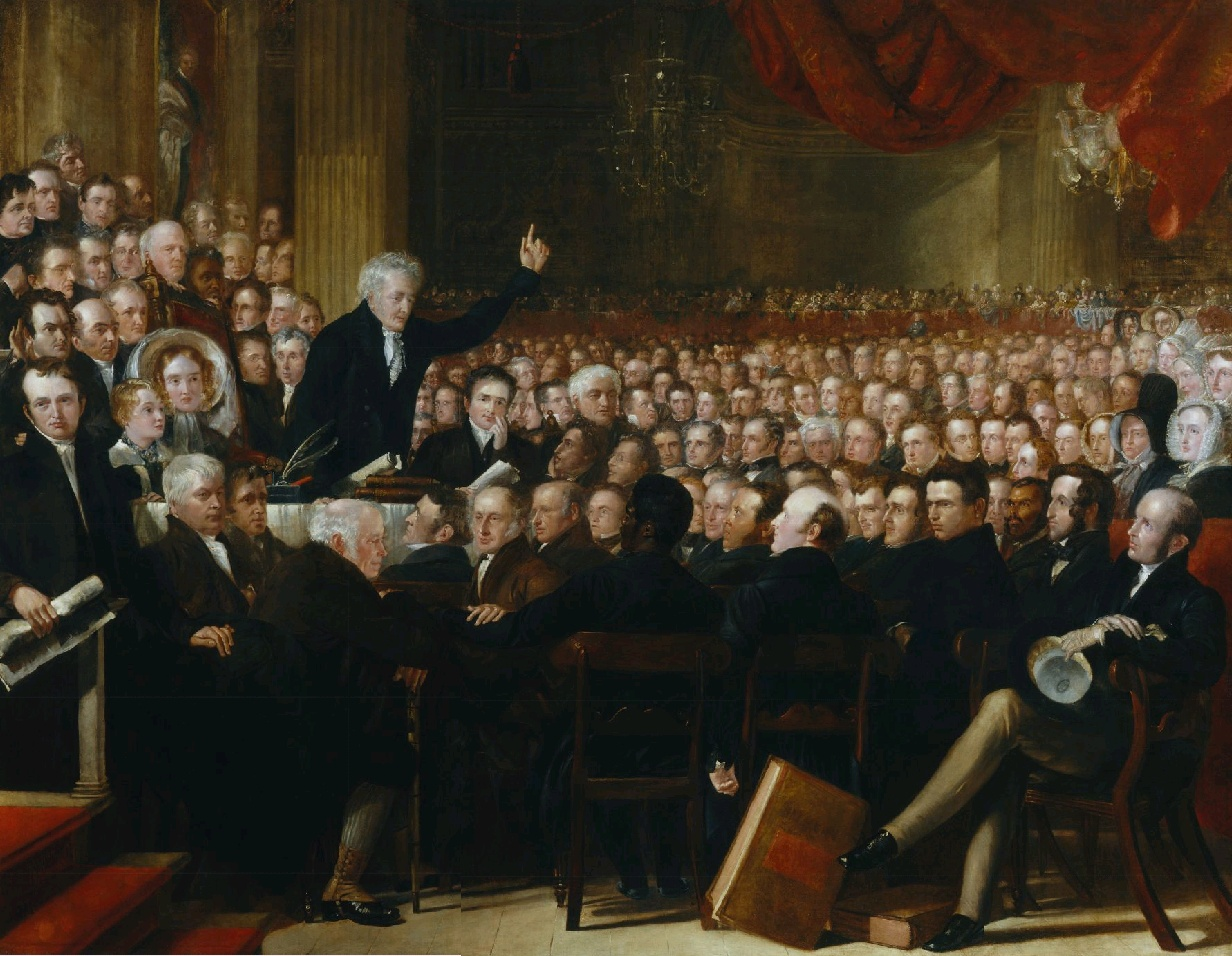
1840 Anti Slavery Convention i London

År 1840 anordnades en världskonferens för slaveriets avskaffande i London. Före detta slaven Frederick Douglass deltog och blev därefter agent i USA för slaveriets avskaffande. James och Lucretia Mott reste också till London, men Lucretia fick inte delta på grund av sitt kön. Då talade hon utanför konferensen om kvinnors rättigheter. Hon blev vän med Elizabeth Cady Stanton, som var gift med Henry Stanton, en av delegaterna på världskonferensen.

## Konferensen i Seneca Falls
Efter återkomsten till USA träffades Mott och Stanton. Mott var 47 år och Stanton 20 år yngre. De blev goda vänner och började planera för en konferens öppen för både kvinnor och män. Kvinnor skulle inte längre utestängas från college och föreningar.
Men det dröjde ända till 1848 innan en konferens kunde genomföras. Stanton hade då flyttat från Boston till Seneca Falls i delstaten New York. Initiativet hade tagits av Lucretis Mott och Elizabeth Cady Stanton. De satte upp ett plakat med texten: A Convension to discuss the social, civil and religious conditions and rights of women. kommer att hållas i Metodistkyrkans kapell i Seneca Falls. 
Under konferensen var Mott med och författade ett slutdokument, Declaration of Rights and Sentiments. Dokumentet skrevs under av 68 kvinnor och 32 män, cirka en tredjedel av deltagarna. Seneca Falls blev världens första konferens om medborgares rättigheter och blev starten för den amerikanska kvinnorörelsen.

### Lucretia Motts filosofi
År 1950 publicerades Motts feministiska filosofi i två skrifter:

•	Ett föredrag till medicinarstudenter.

•	Motts Discourse on Woman (avhandling om kvinnan).

## Underjordiska järnvägen

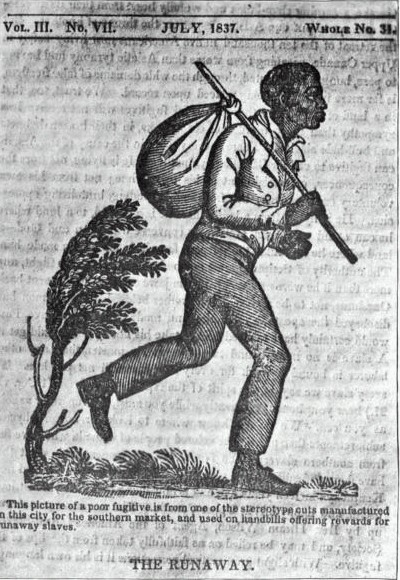
Wanted. Förrymd slav

På 1700-talet startade en rörelse för att avskaffa slaveriet. Kväkaren och predikanten  John Woolman från New Jersey reste runt i de Tretton kolonierna och förkunnade att slaveri inte var förenligt med den kristna läran.
Pennsylvania blev den första staten att lagstifta mot slaveriet 1780 och sedan följde New York, New England och andra stater Nordvästterritoriet norr om Ohiofloden. Kväkarna och Wesleyanska kyrkan, med flera frikyrkor startade hjälpprogram för att hjälpa frigivna slavar med skolor, bostäder, och arbeten.

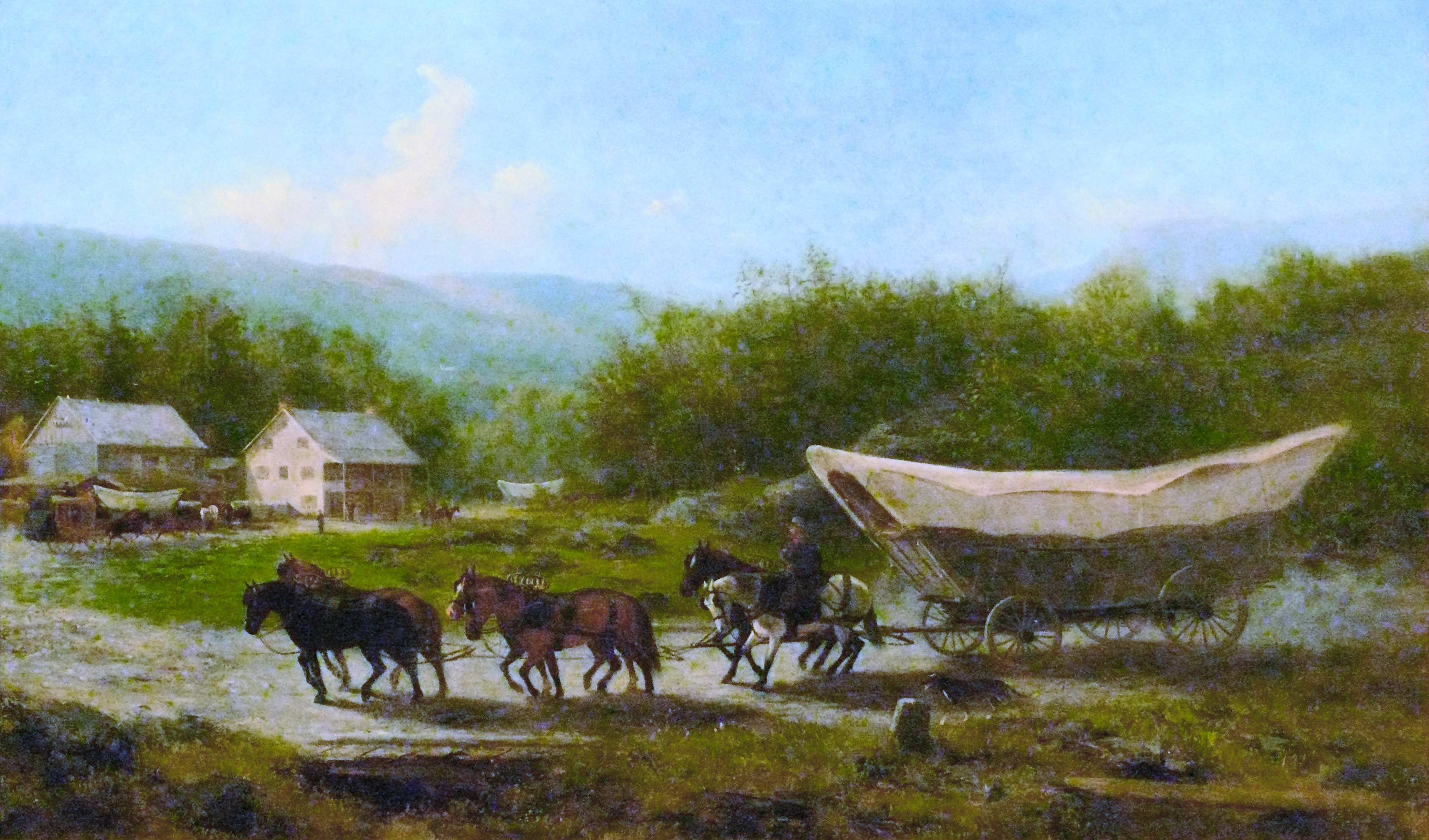
En målning som visar en prärievagn.

Kväkarna i North Carolina beslutade att hjälpa de trosfränder som ägde slavar. År 1796 hade den nya federala regeringen utfärdat en lag som tillät religiösa sällskap att köpa och sälja egendom. Vid det årliga mötet 1814 ägde Society of Friends 800 slavar och var den största slavägaren i delstaten. För att transportera och kunna frige slavarna, startades den Underjordiska järnvägen 1816. Den följde den gamla diligensvägen som gick från Piedmont till Philadelphia, en sträcka på 636 kilometer. En av slutstationerna i Pennsylvania var Motts hem. Den första ”konduktören” blev Levi Coffin i Greensboro.

## Ålderdom
Efter det amerikanska inbördeskriget arbetade Mott for frigivna slavars rättigheter. Hon blev den första ordföranden i Equal Rights Association som bildats i maj 1866.
Hon bidrog till finansiering  Swarthmore College och fortsatte delta i konferenser för kvinnors rättigheter. 1878 deltog hon i den årliga kvinnokonferensen som firade Seneca Falls 30-årsjubileum. Frederick Douglass tackade henne för allt hon gjort för lika rättigheter för alla.
Lucretia Mott led av allvarliga magproblem och dog 1880 i sitt hem Chelton Hills, som nu ligger inom Philadelphias stadsgräns.

## Eftermäle
- Lucretia Mott var pionjären i kvinnorörelsen, men fick tidigt sällskap av Elizabeth Stanton och Susan  Anthony. De två yngre kvinnorna drev frågan om kvinnlig rösträtt. Alla tre finns på en staty i USA:s parlamentsbyggnad Kapitolium.
- Ett porträtt av Mott finns på USA:s National Portrait Gallery som fokuserar på berömda amerikaner.[13]
- En minnessten finns på platsen för Motts hem I Philadelphia.

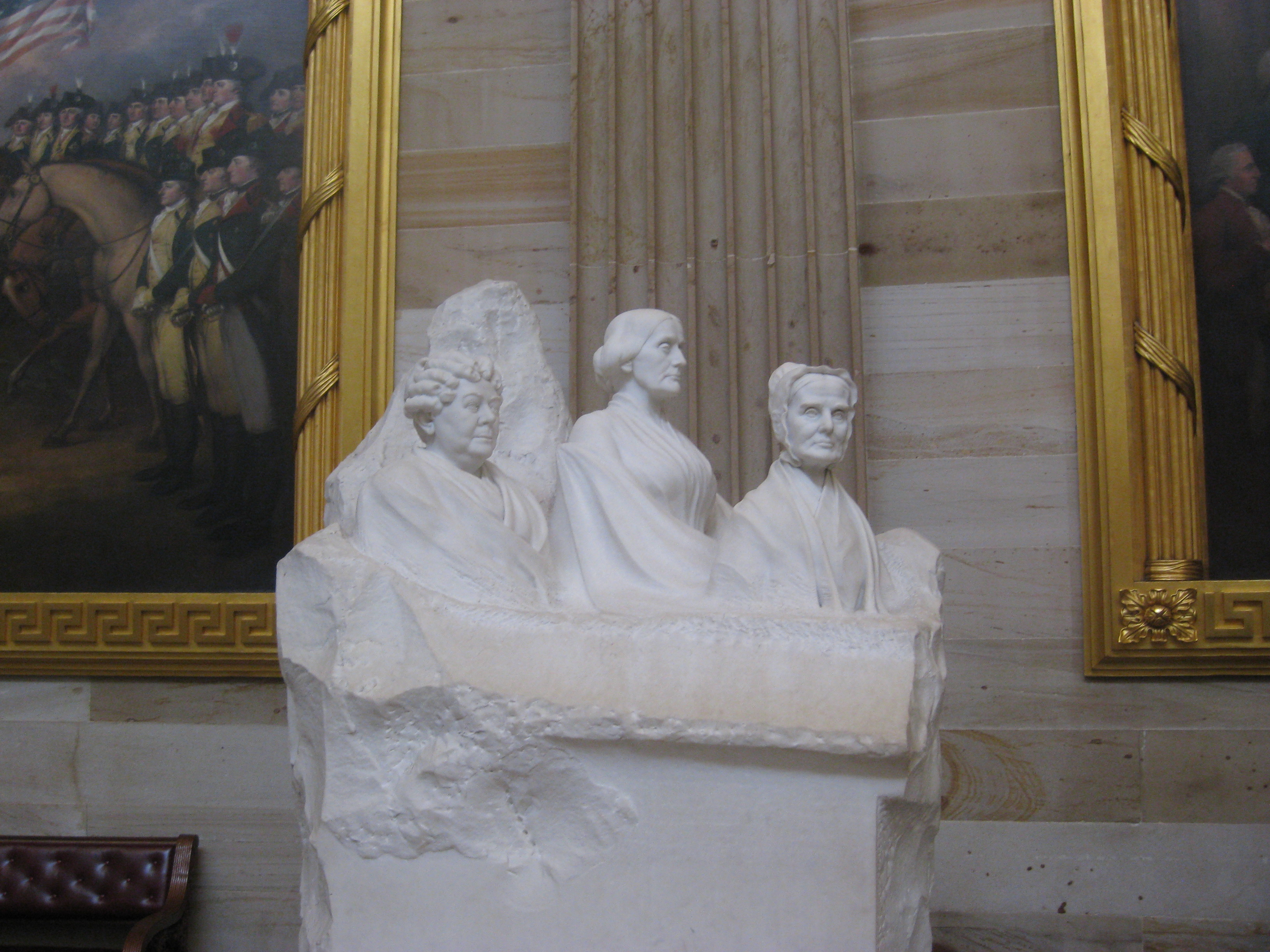
Skulptur med Stanton, Anthony och Mott i Kapitolium
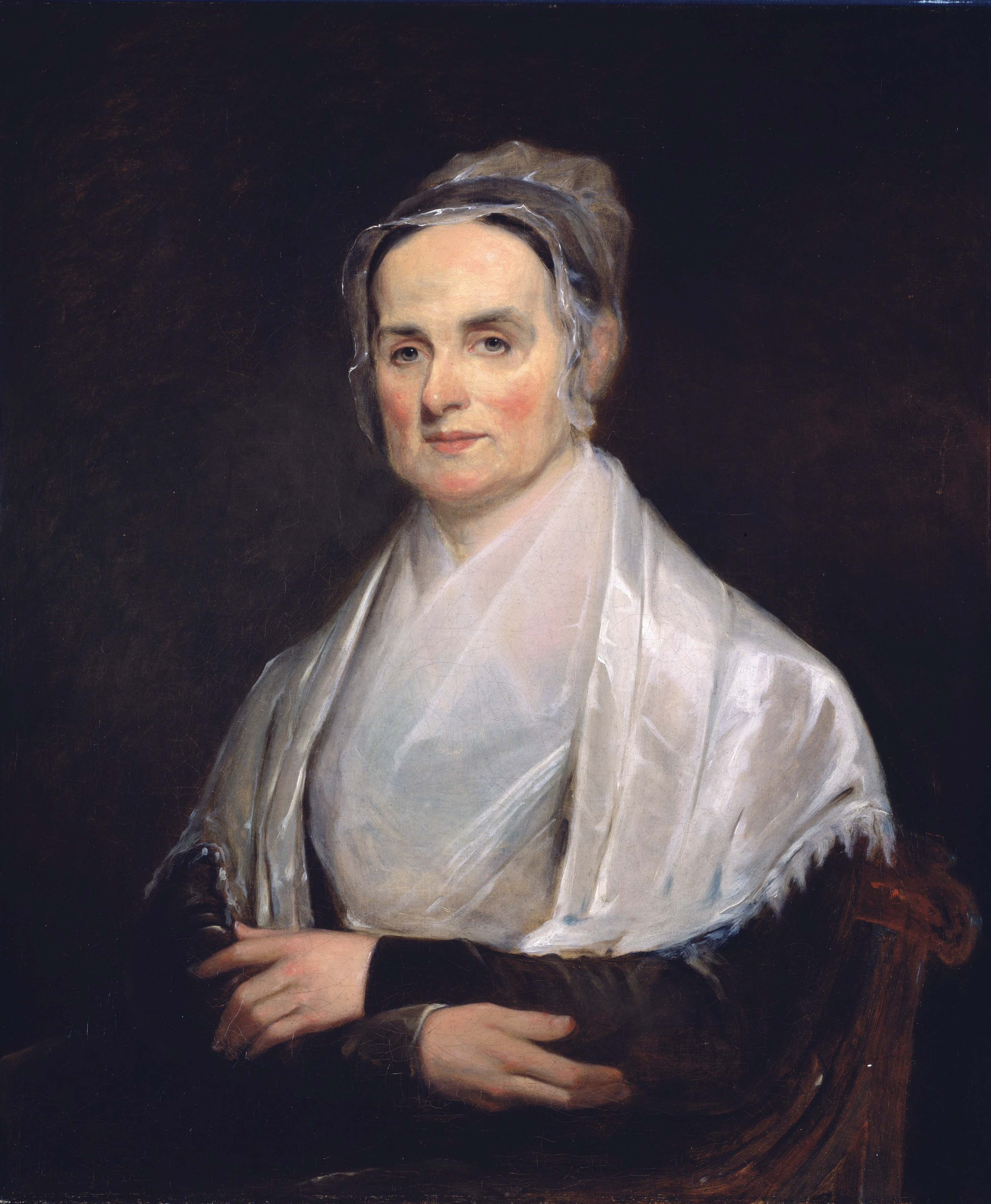
Lucretia Mott, målning av Kyle 1841.
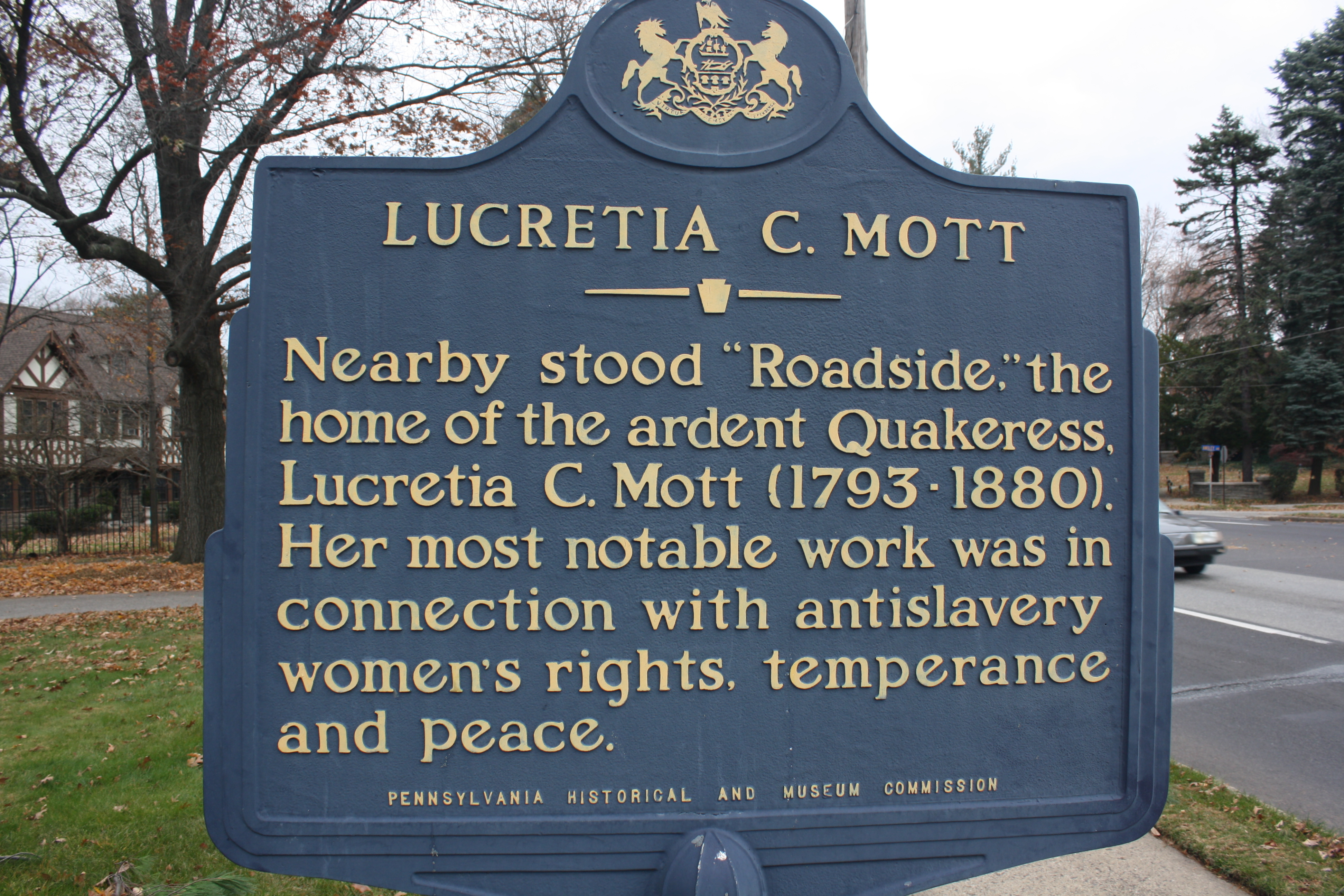
Minnessten vid Lucretia Mott hem i Pennsylvania